# Шакута, Дмитрий Викторович
Дмитрий Викторович Шакута (бел. Дзмітрый Віктаравіч Шакута, род. 7 августа 1980 года) — белорусский спортсмен, выступающий в тайском боксе и кикбоксинге, заслуженный мастер спорта Республики Беларусь. Неоднократный чемпион мира по тайскому боксу и кикбоксингу как среди профессионалов, так и среди любителей в разных весовых категориях: IKF, WAKO, WAKO-Pro, ISS-Brute Force, WKN, WPKL, W5, IAMTF и IFMA.
Журналистскими расследованиями подозревается в причастности к избиению минчанина Романа Бондаренко, впоследствии умершего в больнице.

## Спортивная карьера
Заниматься тайским боксом начал по примеру старшего брата в клубе «Кик Файтер» у тренера Сергея Каныша. На своем первом чемпионате мира по тайскому боксу стал третьим в возрасте 16 лет. Через пять лет ушёл из клуба и стал тренироваться на территории военной части внутренних войск МВД № 3214 под руководством Геннадия Капшая. 
В выступлениях на любительских чемпионатах мира по тайскому боксу у Дмитрия был перерыв на целых семь лет — с 2001 по 2008 год. В то время больше внимания он уделял боям по правилам К-1. В 2008 году стал чемпионом мира по версии It’s Showtime. Два раза отстаивал титул. В третий раз уступил его бразильцу Космо Александру. Также семь раз становился чемпионом мира среди профессионалов по различным версиям и шесть раз среди любителей. В данный момент занимается тренерской деятельностью: руководит собственным бойцовским клубом «Шок» и работает инструктором по спецподготовке в отряде спецназа. Заслуженный мастер спорта Республики Беларусь.

## Титулы и достижения
- Профессиональные
  - 2011 чемпион мира по версии W5 (81 кг)
  - 2008 чемпион мира по версии It's Showtime (77 кг)
  - 2008 победитель гран-при It's Showtime 75 МАХ Trophy (75 кг)
  - 2004 чемпион мира по версии WPKL (76 кг)
  - 2003 победитель турнира на Кубок Кристалла (76 кг)
  - 2002 чемпион мира по версии WKN (76,2 кг)
  - 2002 чемпион мира по версии ISS-Brute Force (70 кг)
  - 2001 чемпион мира по версии WAKO-Pro[4]
  - 2000 чемпион мира по версии WAKO-Pro (71,8 кг)
  - 2000 чемпион мира по версии IKF (69,5 кг)
- Любительские
  - 2008 Чемпионат мира IFMA  81 кг
  - 2001 Чемпионат мира WAKO  75 кг
  - 2001 Чемпионат мира IAMTF  71 кг
  - 1999 Чемпионат мира WAKO  71 кг
  - 1999 Чемпионат мира IAMTF  67 кг
  - 1997 Чемпионат мира IAMTF  51 кг

## Причастность к убийству Романа Бондаренко
По данным BYPOL, благодаря полученным аудиозаписям и биллингу номеров мобильных телефонов им удалось достоверно установить круг лиц, причастных к убийству минчанина Романа Бондаренко, который умер в больнице после того, как был избит, Шакута входит в их число.

### Предыстория
11 ноября 2020 года примерно в 22:00 на «Площадь Перемен» в Минске приехали шесть мужчин и три женщины в штатском и в масках. Они начали срезать ленточки во дворе и вскоре после этого у них возник конфликт с местными жителями. Конфликт перерос в драку, а затем в похищение Романа Бондаренко. На следующий день Бондаренко, не приходя в сознание, умер в реанимации БСМП, после того как у него поднялась температура до 40 градусов. У пострадавшего диагностировали большой отёк мозга, закрытую черепно-мозговую травму, субдуральные гематомы, ушибы, ссадины. Ему несколько часов делали операцию по трепанации черепа.

### Расследование
Важной зацепкой в деле о гибели Романда Бондаренко стал слитый в сеть Телеграм-каналом NEXTA телефонный разговор, где двое мужчин обсуждают произошедшее на «Площади Перемен» происшествие. Телеграм-канал NEXTA заявил, что на записи идёт разговор между Дмитрием Шакутой и бизнесменом Дмитрием Басковым. Эта версия совпала с оценкой ситуации других СМИ. По результатам независимого фоноскопического исследования аудиозаписи специалисты пришли к выводу, что голоса действительно принадлежат Баскову и Шакуте, кроме того, в речи граждан был выявлен целый ряд признаков, характерных именно для спонтанной, а не заранее подготовленной речи.
21 января 2021 года инициатива «BYPOL» провела собственное расследование, в котором также заявила о причастности Шакуты к смерти Романа Бондаренко. Такие выводы можно было сделать после анализа данных биллинга номера мобильного телефона. Шакута отказался комментировать обвинения.
24 сентября 2021 года «BYPOL» обнародовала слив разговоров сотрудников Главного управления внутренних дел Минского горисполкома касательно убийства Бондаренко. В разговоре 11 ноября 2020 года командир группы ОМОН Руслан Кулешов сообщил командиру ОМОН ГУВД Мингорисполкома Дмитрию Балабе, что кикбоксер Шакута травмировал Бондаренко при похищении на улице Червякова в Минске. 12 ноября 2020 года начальник ГУВД Мингорисполкома Михаил Гриб подтвердил в телефонном разговоре Балабе, что черепно-мозговую травму Бондаренко нанёс Шакута, что засвидетельствовано на выложенной в Интернет видеозаписи.

## Санкции США, других стран
16 ноября 2020 года Дмитрию запретили въезд в Латвию, 20 ноября 2020 года — в Эстонию.
9 августа 2021 года Шакута был внесён в список специально обозначенных граждан и заблокированных лиц США за насильственное нападение на Романа Бондаренко и передачу его милиции, где, вероятно, произошло дополнительное избиение, которое привело к смерти Бондаренко, и в качестве инструктора специальной подготовки внутренних войск МВД Республики Беларусь, которым он должен быть. Его спортивный клуб «Шок» также попал под американские санкции.